# Prinses Elisabeth (tramhalte)
Prinses Elisabeth is een tram- en bushalte van de Brusselse vervoersmaatschappij MIVB, gelegen in de gemeente Schaarbeek.
De halte ligt op het kruispunt van de Prinses Elisabethlaan en Lambermontlaan, twee drukke verkeersassen. De halte langs de Lambertmontlaan wordt bediend door tramlijn 7, aan de Prinses Elisbethlaan halteert tram 92.
De halte is ook een soort flessenhals, aangezien de vele trams en bussen van de drukke as Verboekhoven - Prinses Elisabeth - Schaarbeek station er opgehouden worden door de verkeersdrukte en de iets te smalle wegbreedte (een tram en bus kunnen maar moeilijk naast elkaar rijden in dezelfde richting). Bovendien gebruiken veel auto's de speciale bedding voor de trams als voorsorteervak.
Voor de herschikking van het Brussel tramnet (2007-2011) passeerden vijf tramlijnen (23, 24, 56, 92 en 93) de halte, maar door samenvoeging en opheffing van lijnen zijn alleen tram 7 en 92 overgebleven.

## Tramlijnen
|  | 7 - Heizel - Vanderkindere          |
|  | 92 - Schaarbeek station - Fort Jaco |

## Buslijnen
|  | 58 - Rogier - Vilvoorde station                   |
|  | 59 - Bordet station - Ziekenhuis Elsene-Etterbeek |

## Plaatsen en straten in de omgeving
- De Prinses Elisbethlaan en de Lambertmontlaan

Heizel · 
Sint-Lambertus · 
De Wand · 
Araucaria · 
Braambosjes · 
Heembeek · 
Van Praet · 
Docks Bruxsel · 
Prinses Elisabeth · 
Demolder · 
Paul Brien-ziekenhuis · 
Louis Bertrand · 
Heliotropen · 
Chazal · 
Leopold III · 
Meiser · 
Diamant · 
Georges Henri · 
Montgomery · 
Boileau · 
Pétillon · 
Arsenaal · 
VUB · 
Etterbeek Station · 
Roffiaen · 
Buyl · 
Ter Kameren-Ster · 
Legrand · 
Bascule · 
Longchamp · 
Gossart · 
Cavell · 
Churchill · 
Vanderkindere